# M132 Armored Flamethrower
Der M132 Armored Flamethrower (Spitzname Zippo) ist ein in den 1960er-Jahren in den Vereinigten Staaten entwickeltes gepanzertes Flammenwerfer-Fahrzeug auf Basis eines modifizierten M113-Chassis.

## Technik und Bewaffnung
Der im März 1963 eingeführte M132, von dem insgesamt 201 Fahrzeuge hergestellt wurden, basierte auf einem M113A1, der zu einem mobilen Flammenwerfer umgebaut wurde. Dabei wurde die Kuppel durch eine Flammenwerferlafette ersetzt. Der Innenraum wurde von der Kraftstoff- und Druckeinheit M10 in Beschlag genommen. Die vier kugelförmigen Tanks für den Flammstoff fassten jeweils 190 Liter. Somit konnten maximal 760 Liter der brennbaren Substanz mitgeführt werden, die es dem M132 ermöglichte maximal 32 Sekunden auf Ziele in Reichweiten von bis zu 200 m zu feuern. Der Höhenrichtbereich des Werfers reichte von +55° bis −15° und der Seitenrichtbereich betrug 360°. Die Besatzung bestand aus zwei Personen. Als Sekundärbewaffnung stand ein koaxial zur Flammwaffe montiertes 7,62-mm-M73-Maschinengewehr zur Verfügung.